# Lee Da-hae
Đây là một tên người Triều Tiên, họ là Lee.
Lee Da Hae (sinh ngày 19 tháng 4 năm 1984) là một nữ diễn viên, người mẫu Hàn Quốc. Cô được biết đến nhiều nhất với các vai diễn trong các phim truyền hình như My Girl (2005), Hoa hồng xanh (2005), Chuno (2010) và Miss Ripley (2011).

## Tiểu sử
Lee Da Hae tên thật là Byun Da Hye sinh ra tại Seoul, Hàn Quốc. Khi Lee Da Hae học lớp 5 tiểu học, gia đình cô chuyển tới Sydney, Úc. Từ đó cô có tên tiếng Anh Cherry Byun. Suốt thời niên thiếu, cô đã nhiều lần tham gia biểu diễn các điệu múa truyền thống của Hàn Quốc trên các sân khấu tại Úc.
Sau khi tốt nghiệp trường trung học nữ Burwood Girls High School, cô đã quay về Hàn Quốc vào năm 2001 để theo đuổi sự nghiệp diễn xuất. Hiện nay cô sống với mẹ ở Seoul còn bố và anh trai vẫn đang ở Sydney.

### Sự nghiệp
Cô xuất hiện lần đầu trước công chúng khi đăng quang tại cuộc thi Hoa hậu Chunhyang lần thứ 71 vào năm 2001. Với nghệ danh Lee Da-hae, cô bắt đầu tham gia các vai phụ trong các phim truyền hình.
Cô còn cho ra mắt đĩa đơn có tựa đề "If You are Willing To" (당신이 원하신다면) sau khi thể hiện 1 ca khúc trong tập 4 phim My Girl. Đầu năm 2009, cô ký hợp đồng với công ty quản lý Jtune của Bi (Rain).
Ngày 6 tháng 6 năm 2009, cô đã tới Hồng Kông để tham dự buổi trình diễn thời trang cho nhãn hiệu Six to Five của Bi Rain và xuất hiện với vai trò người mẫu trình diễn các trang phục của Six To Five. Lee Da Hae từng tham gia diễn xuất trong MV Dance for Two của nam ca sĩ Đài Loan Phan Vỹ Bá.
Năm 2008, cô tham gia phim truyền hình East of Eden cùng với Yun Jung Hoon và Song Seung Hun. Tuy nhiên cô đã rút lui khỏi phim sau 40 tập lên sóng.
Năm 2014, cô ký hợp đồng với công ty quản lý mới là FNC Entertainment.
Tháng 4 năm 2016, Lee Dahae rời FNC Entertainment và ký hợp đồng độc quyền với JS Pictures.

## Phim truyền hình
- Phù Thủy Tốt Bụng (2018)
- Ông Hoàng Khách Sạn (2014)
- Iris 2 (KBS 2013)
- Love Actually (Hunan TV, 2012)
- Miss Ripley (MBC, 2011)
- Fugitive: Plan B (KBS, 2010)
- Chuno (KBS, 2010)
- Phía đông vườn địa đàng (MBC, 2008)
- Robber (SBS, 2008)
- Xin chào tiểu thư (KBS, 2007)
- My Girl (SBS, 2005)
- Hoa hồng xanh (SBS, 2005)
- Five fingers (MBC, 2005)
- Lotus Flower Fairy (MBC, 2004)
- Star's Echo (MBC/Fuji TV 2004)
- Nangrang 18-se (KBS, 2004)
- Good News (MBC, 2003)
- Love of Thousands Years (SBS, 2003)
- Shoot for the Stars (SBS, 2002)
- Nae Sarang Ling Ling (MBC, 2002)

## Giải thưởng
- 2013 Asia Model Festival Award: Ngôi sao châu Á - Asia Star
- 2011 Korean Cultural Entertainment Award: Best Actress Award (Miss Ripley)
- 2010 China Fashion Awards: Asian Fashionista
- 2010 KBS Drama Awards: Best Couple Award với Jang Hyuk (Chuno)
- 2009 Asia Model Festival Awards: Popular Female Star Award
- 2007 KBS 2007 Performance Awards: Excellence Award - Mini Series (Hello, Babe)
- 2006 SBS Performance Awards: Top 10 Popularity Award
- 2005 SBS Performance Awards: Performance Award - Drama Special (cho hai phim truyền Hoa hồng xanh và My Girl)
- 2005 Giải Baeksang lần thứ 41:Giải Nữ diễn viên mới xuất sắc nhất (Lotus Flower Fairy)
- 2004 Giải thưởng diễn xuất của đài MBC: Giải Nữ diễn viên mới (Lotus Flower Fairy)